# Mary Mendum (botaniste)
Pour les articles homonymes, voir Mary Mendum, Mendum et Bates.
Mary Mendum (née Caroline Mary Bates) (1945 — 13 février 2004) est une botaniste tropicale, biogéographe, illustratrice botanique et exploratrice britannique,.

## Biographie
Mary Mendum travaille sur la flore indonésienne et est spécialiste en taxonomie de la famille Gesneriaceae, en particulier du genre Aeschynanthus, dont elle découvre trois nouvelles espèces.
Elle participe à des expéditions botaniques, notamment une expédition financée par le Jardin botanique royal d'Édimbourg en 1998. Elle publie de nouvelles identifications d'espèces dans l'Edinburgh Journal of Botany (es).
Elle est chercheuse au sein du département de biologie tropicale du Jardin Botanique d'Édimbourg, ses recherches étant centrées sur les Célèbes, en Indonésie, et sur les Philippines ; avec ses collègues Hannah Jane Atkins (es), Mark Fleming Newman (es), R. Hendrian et À. Sofyan, elle réalise entre autres des études sur la flore de ces îles, études cruciales pour comprendre la biogéographie de cette zone et l'évolution de nombreux groupes de plantes de l'Asie tropicale,,. Elle est également illustratrice botanique, et réalise des dessins et des aquarelles pour illustrer des livres et des articles pour ses collègues, en particulier de nombreux rhododendrons, et des planches sur la flore du Bhoutan. Elle a reçu le Jill Smythies Prize pour ses illustrations.

## Publications
- (en) Mary Mendum, s.m. Scott et l.e.r. Galloway, The Gesneriaceae of Sulawesi IV: Two new species of Aeschynanthus, Edinburgh, J. Bot. 63: 67–72, 2006
- (en) Mary Mendum, « The gesneriaceae of sulawesi III: three new species of aeschynanthus », Edinburgh Journal of Botany,‎ 2003, p. 323-330 (DOI 10.1017/S0960428603000271)
- (en) Mary Mendum, p. Lassnig, a. Weber et f. Christie, Testa and seed appendage morphology in Aeschynanthus (Gesneriaceae): phytogeographical patterns and taxonomic implications, Bot. J. Linn. Soc. 135: 195–213, 2001
- (en) Mary Mendum, j. Denduangboripant et q.c.b. Cronk, Evolution in Aeschynanthus (Gesneriaceae) inferred from ITS sequences, Pl. Syst. Evol. 228: 181–197, 2001

## Honneurs
Les espèces suivantes ont été nommées en son honneur :
- (Ericaceae) Rhododendron mendumiae Argent (es)[11],[9]
- (Gesneriaceae) Aeschynanthus mendumae [6]
- (Orchidaceae) Octarrhena mendumiana Schuit. & De Vogel[12]

## Postérité
La médaille en argent Mary Mendum est décernée en souvenir de l'artiste à un illustrateur de botanique qui présente un ensemble exceptionnel lors d'une exposition de l'American Society of Botanical Artists.
Mendum est l’abréviation botanique standard de Mary Mendum.
Consulter la liste des abréviations d'auteur en botanique ou la liste des plantes assignées à cet auteur par l'IPNI, la liste des champignons assignés par MycoBank, la liste des algues assignées par l'AlgaeBase et la liste des fossiles assignés à cet auteur par l'IFPNI.